# Ліцкнури
Ліцкну́ри (рос. Лицкнуры, марій. Личкынур) — присілок у складі Гірськомарійського району Марій Ел, Росія. Входить до складу Виловатовського сільського поселення.

## Населення
Населення — 27 осіб (2010; 43 у 2002).
Національний склад (станом на 2002 рік):
- гірські марійці — 84 %